# James Dunbar (avocat canadien)
Ne doit pas être confondu avec James Dunbar (rameur d'aviron).
Pour les articles homonymes, voir Dunbar (homonymie).
James Dunbar (10 avril 1833, Royaume-Uni - 5 août 1907, Québec, Québec, Canada), est un avocat canadien ayant pratiqué le droit dans la Ville de Québec. Il a été bâtonnier du Québec.

## Origine et formation
James Dunbar est le fils de Ferguson Dunbar, un bailleur de fonds attaché à la 74th (Highland) Regiment of Foot, basé à Glascow en Écosse, avec comme principal officier le colonel Archibald Campbell. En 1834, le régiment est détaché en service de garnison et navigue d'abord à la Barbade (septembre 1834), puis à la Grenade (décembre 1834), l'île d'Antigua (novembre 1835), la Dominique et Sainte-Lucie (février 1837), Démérara (1837) et enfin Saint-Vincent (juin 1837),. Par la suite, de mai 1841 à mars 1845, le régiment est stationné à Québec, au sein du Bas-Canada, nouvellement renommé Canada-Est à la suite de l'adoption de l'Acte d'Union. C'est pendant cette période de quatre années que Ferguson Dunbar a décidé de rester à Québec et que son fils James l'y ait rejoint éventuellement. 
Ayant déjà entamé des études à la Gosport Naval Academy, au Royaume-Uni, James Dunbar poursuit son éducation à la Quebec High School, entame des études en droit et est admis au Barreau du Bas-Canada le 6 février 1855,.

## Carrière professionnelle
En 1855, James Dunbar entre par la suite en partenariat avec un certain M. Secretan (probablement Charles Secretan), un partenariat qui dura jusqu'à la mort de ce dernier. Toujours en 1855, un différend éclate entre Dunbar et William F. Whitcher, un rédacteur du Quebec Gazette. Dunbar fait envoyer une pétition au Gouverneur général pour que Whitcher lui paye la somme de 50 louis d'or en dommage, clamant détenir une lettre diffamatoire et scandaleuse à son endroit écrite de la main de Whitcher, surenchérit par une invitation à un duel. 
James Dunbar a été pendant cinq ans le rédacteur en chef du journal Morning Chronicle, un journal rival au Quebec Gazette, mais abandonne ses ambitions de journalistes pour se concentrer pleinement à la pratique du droit,. De 1852 à 1853, James Dunbar est secrétaire-trésorier du Quebec Debating Club, un club de débats fondé le 27 novembre 1834. James Dunbar est aussi membre de la Société littéraire et historique de Québec (fondée le 6 janvier 1824) : de 1856 à 1857, il occupe le poste de secrétaire correspondant au sein de cette société et, de 1860 à 1861, il en est le trésorier,. Parmi les membres influents de cette société, on peut noter la présence de Henry Black, René-Édouard Caron, François-Xavier Garneau, Pierre-Joseph-Olivier Chauveau, George Okill Stuart, Jonathan Sewell, Andrew Stuart, Georges-Barthélemi Faribault, Robert-Shore-Milnes Bouchette et James MacPherson Le Moine. 
En 1873, James Dunbar est fait conseiller de la reine et obtient une commission en provenance de l'Angleterre et est nommé à titre de greffier (ou registraire) de la Cour de Vice-Amirauté de la province de Québec, l'année où George Okill Stuart succède à Henry Black à la présidence de cette cour, un poste qu'il occupera pendant 34 ans,. De 1878 à 1887, Dunbar occupe le poste de procureur de la Couronne pour le district judiciaire de Québec. De 1875 à 1876, James Dunbar est élu bâtonnier du barreau de section de Québec. De 1895 à 1896, à la suite du désistement de William Thomas White, il est élu bâtonnier général de la province de Québec. Pendant 28 ans, il siège au conseil d'administration du barreau de Québec.
Le 17 novembre 1880, James Dunbar est attablé à un banquet en l'honneur de Louis-Honoré Fréchette, aux côtés notamment de Henri-Thomas Taschereau, Albert Lefaivre, Wilfrid Laurier, Isidore Thibaudeau, Arthur Turcotte, Achille Larue, Charles Langelier, Henri-Gustave Joly de Lotbinière, François Langelier, Côme Isaïe Rinfret, Philippe Baby Casgrain et possiblement Nazaire Lefebvre-Denoncourt.

## Franc-maçonnerie
James Dunbar est franc-maçon,,,. Le 20 octobre 1869, alors qu'il est membre de la St. John’s Lodge No. 182, un regroupement de loges maçonniques se réunit à Québec lors d'une convention des loges afin de former une grande loge au Québec,,. Dunbar, un « Très Vénérable Frère », est élu président du comité chargé de la formation de cette grande loge et, le 21 octobre 1869, la Grande Loge du Québec voit le jour,,. Dunbar est également présent en 1869 lors de l'érection du nouvellement réparé Monument à Wolfe et Montcalm de Québec, un obélisque en partie financé par l'Église catholique de Québec, des marchands de Québec, un donateur de New York et aussi les francs-maçons de la Grande Loge du Québec. De 1874 à 1876, James Dunbar est le second grand maître de la Grande Loge du Québec,. Dans les années 1870, Dunbar est également « Grand Superintendant » du District de Québec et « Grand Principal » du « Grand Chapter of Royal Arch Masons of Canada »,,.

## Vie privée et décès
En 1862, il se marie avec Emma Amelia Poole, fille de James Poole Jr, avec qui il eut un garçon et deux filles. Son fils, James Secretan Dunbar, est lui aussi avocat avant qu'il ne décide de s'enrôler dans l'armée, 4e Compagnie de la Eighth Regiment Royal Rifles, où il gravira les échelons jusqu'à devenir brigadier-général de son régiment d'infanterie. James Dunbar était domicilié au 1, rue Saint-Louis,. Il est décédé à Québec le 5 août 1907.

## Hommages et distinctions

### Titre honorifique
- Conseiller de la reine

### Titre de civilité
- Monsieur le bâtonnier[9]

#### Droit
- Avocat, Juriste
- Droit au Québec, Droit civil
- Histoire du droit au Québec, XIXe siècle en droit au Québec, XXe siècle en droit au Québec
- Système judiciaire du Québec, Loi du Québec
- Barreau du Québec, Bâtonnier du Québec
- Barreau de Québec, Districts judiciaires du Québec
- Code civil du Bas-Canada, Code criminel du Canada